# Die Welt in Flammen
Die Welt in Flammen ist ein US-amerikanischer Kriegsfilm aus dem Jahr 1927. Das Drehbuch des Stummfilms basiert auf einer Erzählung von Rupert Hughes.

## Handlung
Patent Leather Kid ist ein Boxer aus New York. Die USA befinden sich im Krieg gegen das Deutsche Reich, doch Kid hat keine Ambitionen, für sein Land zu kämpfen. Als ihn seine Freundin Curley, eine Tänzerin, verlässt, um die in Europa kämpfenden Truppen zu unterhalten, wird sein Missmut immer größer.
Kid und sein Trainer werden zur Armee einberufen und nach Frankreich geschickt. Dort wird sein Trainer bei einem Gefecht getötet. Dieser Verlust führt dazu, dass sich Kid nun in waghalsige Aktionen stürzt. Bei einer dieser Aktionen wird er schwer verletzt. Er ist teilweise gelähmt. Mit seiner Freundin, die nun als Krankenschwester arbeitet, verfolgt er eine Militärparade. Seine bisher gelähmte Hand erhebt sich zum militärischen Gruß.

## Kritik
Mordaunt Hall von der New York Times hob insbesondere die Leistung des Hauptdarstellers Richard Barthelmess hervor, der keinen einzigen Fehler machte. Den Film an sich bewertete er jedoch zwiespältig. Die erste Hälfte sei fast perfekt im Hinblick auf Bewegung und Charakterisierung. Die zweite Hälfte tue zu viel des Guten in der Schilderung der Operation, der Hysterie und der Genesung.

## Auszeichnungen
Bei der ersten Oscarverleihung 1929 wurde Richard Barthelmess für den Oscar in der Kategorie Bester Hauptdarsteller nominiert.

## Hintergrund
Die Uraufführung fand am 15. August 1927 in New York statt. In Deutschland wurde der Film erstmals im Dezember 1929 gezeigt.
Ausstatter des Films war Stephen Goosson.